# Nina Josu
Nina Josu (n. 17 februarie 1953, Țiganca, raionul Cantemir, Republica Moldova) este o poetă și ziaristă din Republica Moldova.
S-a născut într-o familie de intelectuali. A studiat la Institutul de Literatură „Maxim Gorki”⁠(d) din Moscova în anii 1971-1976.
Nina Josu colaborează la săptămânalul „Literatura și arta”, după o scurtă activitate la „Glasul Națiunii”.
Lucrările sale includ volumele de poezie La șezători (1975), Trecere în alb (1980), Stare totală (1986), Dorul (1991), Steaua de dimineață (2000).Ciclurile de poeme i-au fost traduse în mai multe limbi ale lumii.
Criticul literar Mihai Cimpoi remarca în operele autoarei „o poezie a ingenuității, marcată de blândețe și fraternitate blândă cu o iubire fără margini și cu o predispoziție extatică spre lumină, liniște... într-un cuvânt, spre tot ce dă «ideea de gingășie»”.
În 1993, Nina Josu, cu sprijinul marelui om de cultură Octavian Ghibu, a reactivat Asociația pentru Literatură și Cultură Română Astra „Onisifor Ghibu”, devenind președinta acesteia. Este membră a Uniunii Scriitorilor din Moldova din 1977.
Printre distincțiile primite se numără premiul „Iancu Flondor” (Rădăuți, 1992) și premiul „Dimitrie Bolintineanu” (Gârgu Jiu, 1994). În 2017, a fost decorată cu Medalia Jubiliară „70 de ani ai AȘM”.
S-a implicat activ chiar de la bun început în procesul de renaștere națională, cu poezii și luări de atitudine în public și în presă. N-a publicat nici o poezie închinată partidului comunist sau lui Lenin. A fost persecutată pentru convingerile și poeziile sale cu un caracter evident religios, apărute în presă: în 1983 a fost concediată, iar cartea i-a fost retrasă din planul editorial.